# Banachrum
Banachrum är i matematiken i allmänhet oändligdimensionella rum av funktioner. Banachrum är uppkallat efter Stefan Banach som studerade dem, ett av de centrala objekten inom funktionalanalys. 

## Definition
Ett Banachrum definieras som ett fullständigt normerat vektorrum. Detta betyder att ett Banachrum är ett reellt eller komplext vektorrum V, med en norm ||.|| sådan att varje Cauchyföljd (med avseende på metriken d(x, y) = ||x - y||) i V har ett gränsvärde i V.

## Exempel
Låt K hädanefter stå för antingen R eller C.
De vanliga Euklidiska rummen Kn, där den Euklidiska normen av x = (x1, ..., xn) ges av ||x|| = (∑ |xi|2)1/2, är ett Banachrum.
Rummet av alla kontinuerliga funktioner f : [a, b]
→ K definierade på ett slutet intervall [a, b]
blir ett Banachrum om vi definierar normen av en sådan funktion som
||f|| = sup { |f(x)| : x i [a, b] }. Detta är
verkligen en norm eftersom kontinuerliga funktioner definierade på ett slutet intervall är begränsade. Rummet är fullständigt med denna norm, och det resulterande Banachrummet betecknas med C[a, b]. Detta exempel kan generaliseras till rummet C(X) av alla kontinuerliga funktioner X
→ K, där X är ett kompakt rum, eller till rummet av alla begränsade kontinuerliga funktioner X →
K, där X är något topologiskt rum, eller till rummet B(X) av alla begränsade funktioner X → K, där X är någon mängd. I alla dessa exempel så kan vi multiplicera funktioner och stanna i samma rum: alla dessa exempel är i själva verket unitära Banachalgebror.
Om p ≥ 1 är ett reellt tal så kan vi betrakta rummet av alla oändliga följder (x1, x2, x3, ...) av element i K sådana att de oändliga serierna ∑ |xi|p konvergerar. Den p-te roten av seriens värde definieras då till att bli p-normen av följden. Rummet, tillsammans med denna norm, är ett Banachrum och betecknas med l p. 
Banachrummet l∞ består av alla begränsade följder av element i K; normen av en sådan följd definieras till att vara supremum av absolutbeloppet av elementen i följden.
Vidare, om p ≥ 1 är ett reellt tal så kan vi betrakta alla funktioner f : [a, b] → K sådana att |f|p är Lebesgueintegrabel. Den p-te roten av integralen definieras då till att vara normen av f. Detta rum är inte i sig ett Banachrum,  eftersom det existerar nollskilda funktioner med norm noll. Vi definierar en ekvivalensrelation enligt: f och g är ekvivalenta omm normen av f - g är noll. Mängden av ekvivalensklasser formar då ett Banachrum; det betecknas med L p[a, b]. Det är nödvändigt att använda Lebesgueintegralen och inte Riemannintegralen här, eftersom Riemannintegralen inte skulle ge ett fullständigt rum. Dessa exempel kan generaliseras; se L p-rum för fler detaljer.
Slutligen, varje Hilbertrum är ett Banachrum, men omvändningen gäller inte.

## Linjära operatorer
Om V och W är Banachrum, antingen båda komplexa eller båda reella,  (K=R eller K=C) så betecknas mängden av alla kontinuerliga
K-linjära avbildningar A : V → W
med L(V, W). Observera att i oändlig-dimensionella rum så är inte alla linjära avbildningar automatiskt kontinuerliga. L(V, W) är ett vektorrum, och genom att definiera normen ||A|| =  sup { ||Ax|| : x i V med ||x|| ≤ 1 } så kan det ges strukturen av ett Banachrum. 
Rummet L(V) = L(V, V) ger till och med en  Banachalgebra; multiplikationsoperationen ges av kompositionen av linjära avbildningar.

## Derivator
Det är möjligt att definiera en derivata av en funktion f : V → W mellan två Banachrum. För att få en bild av det hela kan man tänka sig följande: om x är ett element i V är derivatan av f i punkten x  en kontinuerlig linjär avbildning som approximerar f nära x. 
Formellt kallas f deriverbar i punkten x om det existerar en kontinuerlig linjär avbildning A : V → W sådan att
limh→0  ||f(x + h) - f(x) - A(h)|| / ||h||    =     0
Gränsvärdet här tages över alla följder av noll-skilda element i V som konvergerar mot 0. Om gränsvärdet existerar så skriver vi Df(x) = A och kallar det derivatan av f i punkten x. 
Detta derivatabegrepp är faktiskt en generalisering av den vanliga derivatan av funktioner R → R, eftersom den linjära avbildningen från R till R är just multiplikation med reella tal.
Om f är deriverbar i varje punkt x av V  är Df : V → L(V, W) en annan avbildning mellan Banachrum (generellt sett inte en linjär avbildning!), och kan möjligen bli deriverad igen, och på så vis definiera högre derivator av f. Den n-te derivatan i en punkt x kan då ses som en multilinjär avbildning Vn → W.
Derivering är en linjär operation i följande mening: om f och g är två avbildningar V - W som är deriverbara i x, samt r och s är skalärer från K, är rf + sg deriverbara i x med D(rf + sg)(x) = rD(f)(x) + sD(g)(x).
Kedjeregeln gäller även i dessa sammanhang: om f : V → W är deriverbar i punkten x i V, och g : W → X är deriverbar i punkten f(x) är kompositionen g o f deriverbar i x och derivatan är kompositionen av derivator:
D(g o f)(x) = D(g)(f(x)) o D(f)(x)

## Dualrum
Om V är ett Banachrum och K är antingen R eller C så är K själv ett Banachrum (med absolutbeloppet som norm) och vi kan definiera dualrummet V där V = L(V, K). Detta är åter ett Banachrum. Det kan användas för att definiera en ny topologi på V: den svaga topologin. 
Det finns en naturlig avbildning F från V till V″ definierad genom
F(x)(f) = f(x)
för alla x i V och f i V'. Som en följd av Hahn-Banachs sats är avbildningen injektiv; om den även är surjektiv kallas Banachrummet V reflexivt. Reflexiva rum har många viktiga geometriska egenskaper. Ett rum är reflexivt omm dess dualrum är reflexivt, vilket är fallet omm dess enhetsklot är kompakt i den svaga topologin.

## Generaliseringar
Åtskilliga viktiga rum i funktionalanalys, till exempel rummet av alla oändligt deriverbara funktioner R → R eller rummet av alla distributioner på R, är fullständiga men inte normerade vektorrum och därmed inte Banachrum. I Fréchetrum har man fortfarande en fullständig metrik, medan LF-rum är fullständiga likformiga vektorrum som uppstår som gränser av Fréchetrum.